# ATP Cup 2020
ATP Cup 2020 là một giải quần vợt nam quốc tế được tổ chức bởi Hiệp hội Quần vợt Chuyên nghiệp (ATP). Đây là lần đầu tiên giải ATP Cup được tổ chức. Là giải đấu mở màn cho ATP Tour 2020, đây là giải đấu dành cho đồng đội ATP đầu tiên kể từ lần tổ chức cuối cùng của World Team Cup vào năm 2012. Giải đấu được tổ chức từ ngày 3 tháng 1 đến ngày 12 tháng 1 tại 3 thành phố của Úc là Brisbane, Perth và Sydney.
Serbia đã giành chức vô địch sau khi đánh bại Tây Ban Nha 2–1 ở trận chung kết.

## Lịch sử hình thành giải
Ngày 1 tháng 7 năm 2018, Giám đốc ATP là ông Chris Kermode thông báo rằng ông có kế hoạch tổ chức một giải đấu quần vợt đồng đội sau khi Davis Cup đã thay đổi thể thức 6 tháng trước đó. Giải đấu tại thời điểm thông báo có tên World Team Cup giống với World Team Cup trước đó diễn ra tại Düsseldorf (Đức) từ năm 1978 đến năm 2012.
4 tháng sau, ngày 15 tháng 11, ATP thông báo rằng họ sẽ phối hợp với Liên đoàn Quần vợt Úc tổ chức ATP Cup, thay thế giải Hopman Cup đã bị "khai tử" vào năm 2019.

## Bảng xếp hạng điểm ATP
| Type | Tay vợt xếp hạng | Vòng      | Điểm cho mỗi trận thắng với các tay vợt xếp hạng | Điểm cho mỗi trận thắng với các tay vợt xếp hạng | Điểm cho mỗi trận thắng với các tay vợt xếp hạng | Điểm cho mỗi trận thắng với các tay vợt xếp hạng | Điểm cho mỗi trận thắng với các tay vợt xếp hạng | Điểm cho mỗi trận thắng với các tay vợt xếp hạng |
| Type | Tay vợt xếp hạng | Vòng      | 1–10                                             | 11–20                                            | 21–30                                            | 31–50                                            | 51–100                                           | 101+                                             |
| ---- | ---------------- | --------- | ------------------------------------------------ | ------------------------------------------------ | ------------------------------------------------ | ------------------------------------------------ | ------------------------------------------------ | ------------------------------------------------ |
| Đơn  | 1–300            | Chung kết | 250                                              | 200                                              | 150                                              | 105                                              | 75                                               | 50                                               |
| Đơn  | 1–300            | Bán kết   | 180                                              | 140                                              | 105                                              | 75                                               | 50                                               | 35                                               |
| Đơn  | 1–300            | Tứ kết    | 120                                              | 100                                              | 75                                               | 50                                               | 35                                               | 25                                               |
| Đơn  | 1–300            | Vòng bảng | 75                                               | 65                                               | 50                                               | 35                                               | 25                                               | 20                                               |
| Đơn  | 301+             | Chung kết | 85                                               | 85                                               | 85                                               | 85                                               | 85                                               | 55                                               |
| Đơn  | 301+             | Bán kết   | 55                                               | 55                                               | 55                                               | 55                                               | 55                                               | 35                                               |
| Đơn  | 301+             | Tứ kết    | 35                                               | 35                                               | 35                                               | 35                                               | 35                                               | 25                                               |
| Đơn  | 301+             | Vòng bảng | 25                                               | 25                                               | 25                                               | 25                                               | 25                                               | 15                                               |
| Đôi  | Còn lại          | Chung kết | 80                                               | 80                                               | 80                                               | 80                                               | 80                                               | 80                                               |
| Đôi  | Còn lại          | Bán kết   | 75                                               | 75                                               | 75                                               | 75                                               | 75                                               | 75                                               |
| Đôi  | Còn lại          | Tứ kết    | 55                                               | 55                                               | 55                                               | 55                                               | 55                                               | 55                                               |
| Đôi  | Còn lại          | Vòng bảng | 40                                               | 40                                               | 40                                               | 40                                               | 40                                               | 40                                               |

- Điểm tối đa cho một tay vợt bất bại (toàn thắng) ở nội dung đơn là 750 điểm và ở nội dung đôi là 250 điểm[6].

## Tham dự
Vào tháng 9 năm 2019, 18 quốc gia đầu tiên trong Bảng xếp hạng ATP Cup đủ điều kiện tham dự ATP Cup, dựa trên BXH ATP của tay vợt đơn số 1 của quốc gia đó vào ngày 9 tháng 9 và cam kết của họ tham dự giải. Nước chủ nhà Úc đã nhận được suất đặc cách (wild card). Thụy Sĩ rút lui sau khi tay vợt số 3 thế giới Roger Federer rút lui khỏi sự kiện vì lý do cá nhân. 6 đội cuối cùng đủ điều kiện vào tháng 11, dựa trên BXH ATP vào ngày 11 tháng 11.
| Hạng    | Quốc gia    | Tay vợt số 1         | Xếp hạng | Xếp hạng | Tay vợt số 2          | Tay vợt số 3            | Tay vợt số 4         | Tay vợt số 5            | Đội trưởng          |
| Hạng    | Quốc gia    | Tay vợt số 1         | 09/9     | 11/11    | Tay vợt số 2          | Tay vợt số 3            | Tay vợt số 4         | Tay vợt số 5            | Đội trưởng          |
| ------- | ----------- | -------------------- | -------- | -------- | --------------------- | ----------------------- | -------------------- | ----------------------- | ------------------- |
| 1       | Serbia      | Novak Djokovic       | 1        | 2        | Dušan Lajović         | Nikola Milojević        | Viktor Troicki       | Nikola Ćaćić            | Nenad Zimonjić      |
| 2       | Tây Ban Nha | Rafael Nadal         | 2        | 1        | Roberto Bautista Agut | Pablo Carreño Busta     | Albert Ramos Viñolas | Feliciano López         | Francisco Roig      |
| 3       | Nga         | Daniil Medvedev      | 4        | 4        | Karen Khachanov       | Teymuraz Gabashvili     | Ivan Nedelko         | Konstantin Kravchuk     | Marat Safin         |
| 4       | Áo          | Dominic Thiem        | 5        | 5        | Dennis Novak          | Sebastian Ofner         | Jürgen Melzer        | Oliver Marach           | Thomas Muster       |
| 5       | Đức         | Alexander Zverev     | 6        | 7        | Jan-Lennard Struff    | Mats Moraing            | Kevin Krawietz       | Andreas Mies            | Boris Becker        |
| 6       | Hy Lạp      | Stefanos Tsitsipas   | 7        | 6        | Michail Pervolarakis  | Markos Kalovelonis      | Petros Tsitsipas     | Alexandros Skorilas     | Apostolos Tsitsipas |
| 7       | Nhật Bản    | Yoshihito Nishioka   | 58       | 69       | Go Soeda              | Toshihide Matsui        | Ben McLachlan        | —                       | Satoshi Iwabuchi    |
| 8       | Ý           | Fabio Fognini        | 11       | 12       | Stefano Travaglia     | Paolo Lorenzi           | Alessandro Giannessi | Simone Bolelli          | Alberto Giraudo     |
| 9       | Pháp        | Gaël Monfils         | 12       | 10       | Benoît Paire          | Gilles Simon            | Nicolas Mahut        | Édouard Roger-Vasselin  | Gilles Simon        |
| 10      | Bỉ          | David Goffin         | 14       | 11       | Steve Darcis          | Kimmer Coppejans        | Sander Gillé         | Joran Vliegen           | Steve Darcis        |
| 11      | Croatia     | Borna Ćorić          | 15       | 28       | Marin Čilić           | Viktor Galović          | Nikola Mektić        | Ivan Dodig              | Luka Kutanjac       |
| 12      | Argentina   | Diego Schwartzman    | 16       | 14       | Guido Pella           | Juan Ignacio Londero    | Andrés Molteni       | Máximo González         | Gastón Gaudio       |
| 13      | Gruzia      | Nikoloz Basilashvili | 17       | 26       | Aleksandre Metreveli  | George Tsivadze         | Aleksandre Bakshi    | Zura Tkemaladze         | David Kvernadze     |
| 14      | Nam Phi     | Kevin Anderson       | 18       | 92       | Lloyd Harris          | Ruan Roelofse           | Khololwam Montsi     | Raven Klaasen           | Jeff Coetzee        |
| 15      | Hoa Kỳ      | John Isner           | 20       | 19       | Taylor Fritz          | Tommy Paul              | Rajeev Ram           | Austin Krajicek         | David Macpherson    |
| 16      | Canada      | Denis Shapovalov     | 33       | 15       | Félix Auger-Aliassime | Steven Diez             | Peter Polansky       | Adil Shamasdin          | Adriano Fuorivia    |
| 17      | Anh Quốc    | Dan Evans            | 48       | 42       | Cameron Norrie        | James Ward              | Joe Salisbury        | Jamie Murray            | Tim Henman          |
| 18 (WC) | Úc          | Alex de Minaur       | 31       | 18       | Nick Kyrgios          | John Millman            | John Peers           | Chris Guccione          | Lleyton Hewitt      |
| 19      | Bulgaria    | Grigor Dimitrov      | 25       | 20       | Dimitar Kuzmanov      | Alexandar Lazarov       | Adrian Andreev       | Alexander Donski        | Grigor Dimitrov     |
| 20      | Chile       | Cristian Garín       | 34       | 34       | Nicolás Jarry         | Alejandro Tabilo        | Tomás Barrios        | Hans Podlipnik Castillo | Paul Capdeville     |
| 21      | Ba Lan      | Hubert Hurkacz       | 36       | 37       | Kamil Majchrzak       | Kacper Żuk              | Wojciech Marek       | Łukasz Kubot            | Marcin Matkowski    |
| 22      | Uruguay     | Pablo Cuevas         | 44       | 45       | Martín Cuevas         | Juan Martín Fumeaux     | Franco Roncadelli    | Ariel Behar             | Felipe Maccio       |
| 23      | Moldova     | Radu Albot           | 42       | 46       | Alexander Cozbinov    | Egor Matvievici         | Dmitrii Baskov       | —                       | Vladimir Albot      |
| 24      | Na Uy       | Casper Ruud          | 60       | 55       | Viktor Durasovic      | Lukas Hellum Lilleengen | Herman Høyeraal      | Leyton Rivera           | Christian Ruud      |

     Vượt qua vòng loại vào tháng 9 năm 2019 

     Vượt qua vòng loại vào tháng 11 năm 2019

### Tay vợt thay thế
| Quốc gia | Tay vợt thay thế     | Tay vợt được thay thế | Xếp hạng tháng 11 | Lý do                  |
| -------- | -------------------- | --------------------- | ----------------- | ---------------------- |
| Ý        | Alessandro Giannessi | Matteo Berrettini     | 8                 | Chấn thương bụng       |
| Pháp     | Gilles Simon         | Lucas Pouille         | 22                | Chấn thương khuỷu tay  |
| Anh Quốc | James Ward           | Andy Murray           | 125 (PR 2)        | Chấn thương xương chậu |
| Nhật Bản | Toshihide Matsui     | Yasutaka Uchiyama     | 78                | Chấn thương            |
| Nhật Bản | Go Soeda             | Kei Nishikori         | 13                | Chấn thương khuỷu tay  |

## Venues
| Perth               | Sydney             | Brisbane         |
| ------------------- | ------------------ | ---------------- |
| RAC Arena           | Ken Rosewall Arena | Pat Rafter Arena |
| Capacity: 15,500    | Capacity: 10,500   | Capacity: 5,500  |
|                     |                    |                  |
| BrisbaneSydneyPerth |                    |                  |

## Thể thức
24 đội được chia vào 6 bảng (mỗi bảng 4 đội). 6 đội nhất bảng và 2 đội nhì bảng xuất sắc nhất được vào vòng tứ kết.

## Vòng bảng
Lễ bốc thăm chia bảng ATP Cup được diễn ra vào ngày 16 tháng 9 năm 2019 với Brisbane tổ chức các trận ở A và F, Perth tổ chức ở B và D, và Sydney tổ chức các trận ở C và E.
|  | Lọt vào vòng knock-out |
|  | Bị loại                |

### Tổng quan
| G | Xếp thứ nhất | Xếp thứ nhất | Xếp thứ nhất | Xếp thứ nhất | Xếp thứ hai | Xếp thứ hai | Xếp thứ hai | Xếp thứ hai | Xếp thứ ba | Xếp thứ ba | Xếp thứ ba | Xếp thứ ba | Xếp thứ tư | Xếp thứ tư | Xếp thứ tư | Xếp thứ tư |
| G | Đội          | Thắng        | Tỷ số trận   | Tỷ số set    | Đội         | Thắng       | Tỷ số trận  | Tỷ số set   | Đội        | Thắng      | Tỷ số trận | Tỷ số set  | Đội        | Thắng      | Tỷ số trận | Tỷ số set  |
| - | ------------ | ------------ | ------------ | ------------ | ----------- | ----------- | ----------- | ----------- | ---------- | ---------- | ---------- | ---------- | ---------- | ---------- | ---------- | ---------- |
| A | Serbia       | 3–0          | 7–2          | 15–6         | Nam Phi     | 2–1         | 5–4         | 12–10       | Pháp       | 1–2        | 4–5        | 10–13      | Chile      | 0–3        | 2–7        | 6–14       |
| B | Tây Ban Nha  | 3–0          | 9–0          | 18–2         | Nhật Bản    | 2–1         | 5–4         | 11–9        | Gruzia     | 1–2        | 3–6        | 7–13       | Uruguay    | 0–3        | 1–8        | 4–16       |
| C | Anh Quốc     | 2–1          | 6–3          | 14–7         | Bỉ          | 2–1         | 6–3         | 12–10       | Bulgaria   | 2–1        | 5–4        | 13–10      | Moldova    | 0–3        | 1–8        | 4–16       |
| D | Nga          | 3–0          | 8–1          | 16–4         | Ý           | 2–1         | 5–4         | 11–9        | Na Uy      | 1–2        | 3–6        | 6–14       | Hoa Kỳ     | 0–3        | 2–7        | 8–14       |
| E | Argentina    | 2–1          | 5–4          | 12–10        | Croatia     | 2–1         | 5–4         | 11–10       | Ba Lan     | 1–2        | 4–5        | 10–13      | Áo         | 1–2        | 4–5        | 12–12      |
| F | Úc           | 3–0          | 9–0          | 18–5         | Canada      | 2–1         | 5–4         | 12–8        | Đức        | 1–2        | 3–6        | 7–13       | Hy Lạp     | 0–3        | 1–8        | 5–16       |

### Bảng A
| Xếp hạng | Đội     | Thắng – thua | Tỷ số các trận | Tỷ số các set | % thắng các set | Games   | % thắng các games |
| -------- | ------- | ------------ | -------------- | ------------- | --------------- | ------- | ----------------- |
| 1        | Serbia  | 3–0          | 7–2            | 15–6          | 71,4            | 114–92  | 55,3              |
| 2        | Nam Phi | 2–1          | 5–4            | 12–10         | 54,5            | 102–101 | 50,3              |
| 3        | Pháp    | 1–2          | 4–5            | 10–13         | 43,5            | 110–110 | 50                |
| 4        | Chile   | 0–3          | 2–7            | 6–14          | 30              | 81–104  | 43,8              |

#### Pháp vs. Chile
| · Pháp · 2 | Brisbane 04/01/2020 | Brisbane 04/01/2020                                                   | · Chile · 1 |     |     |  |
| \| \| \| \| 1 \| 2 \| 3 \| \| \| - \| \| --------------------------------------------------------------------- \| ---- \| --- \| --- \| \| \| 1 \| \| Benoît Paire Nicolás Jarry \| 63 7 \| 6 3 \| 6 3 \| \| \| 2 \| \| Gaël Monfils Cristian Garín \| 6 3 \| 7 5 \| \| \| \| 3 \| \| Nicolas Mahut / Édouard Roger-Vasselin Cristian Garín / Nicolás Jarry \| 5 7 \| 2 6 \| \| \| |                     |                                                                       |             |     |     |  |
| |                     |                                                                       | 1           | 2   | 3   |  |
| 1 | Pháp · Chile        | Benoît Paire Nicolás Jarry                                            | 63 7        | 6 3 | 6 3 |  |
| 2 | Pháp · Chile        | Gaël Monfils Cristian Garín                                           | 6 3         | 7 5 |     |  |
| 3 | Pháp · Chile        | Nicolas Mahut / Édouard Roger-Vasselin Cristian Garín / Nicolás Jarry | 5 7         | 2 6 |     |  |

#### Serbia vs. Nam Phi
| · Serbia · 3 | Brisbane 04/01/2020       | Brisbane 04/01/2020                                         | · Nam Phi · 0 |       |     |  |
| \| \| \| \| 1 \| 2 \| 3 \| \| \| - \| \| ----------------------------------------------------------- \| ---- \| ----- \| --- \| \| \| 1 \| \| Dušan Lajović Lloyd Harris \| 3 6 \| 7 64 \| 6 3 \| \| \| 2 \| \| Novak Djokovic Kevin Anderson \| 7 65 \| 78 66 \| \| \| \| 3 \| \| Nikola Ćaćić / Viktor Troicki Raven Klaasen / Ruan Roelofse \| 6 3 \| 6 2 \| \| \| |                           |                                                             |               |       |     |  |
| |                           |                                                             | 1             | 2     | 3   |  |
| 1 | Serbia · Cộng hòa Nam Phi | Dušan Lajović Lloyd Harris                                  | 3 6           | 7 64  | 6 3 |  |
| 2 | Serbia · Cộng hòa Nam Phi | Novak Djokovic Kevin Anderson                               | 7 65          | 78 66 |     |  |
| 3 | Serbia · Cộng hòa Nam Phi | Nikola Ćaćić / Viktor Troicki Raven Klaasen / Ruan Roelofse | 6 3           | 6 2   |     |  |

#### Nam Phi vs. Chile
| · Nam Phi · 3 | Brisbane 06/01/2020      | Brisbane 06/01/2020                                          | · Chile · 0 |     |          |  |
| \| \| \| \| 1 \| 2 \| 3 \| \| \| - \| \| ------------------------------------------------------------ \| --- \| --- \| -------- \| \| \| 1 \| \| Lloyd Harris Nicolás Jarry \| 6 4 \| 6 4 \| \| \| \| 2 \| \| Kevin Anderson Cristian Garín \| 6 0 \| 6 3 \| \| \| \| 3 \| \| Raven Klaasen / Ruan Roelofse Cristian Garín / Nicolás Jarry \| 1 6 \| 6 3 \| [10] [7] \| \| |                          |                                                              |             |     |          |  |
| |                          |                                                              | 1           | 2   | 3        |  |
| 1 | Cộng hòa Nam Phi · Chile | Lloyd Harris Nicolás Jarry                                   | 6 4         | 6 4 |          |  |
| 2 | Cộng hòa Nam Phi · Chile | Kevin Anderson Cristian Garín                                | 6 0         | 6 3 |          |  |
| 3 | Cộng hòa Nam Phi · Chile | Raven Klaasen / Ruan Roelofse Cristian Garín / Nicolás Jarry | 1 6         | 6 3 | [10] [7] |  |

#### Serbia vs. Pháp
| · Serbia · 2 | Brisbane 06/01/2020 | Brisbane 06/01/2020                                                    | · Pháp · 1 |       |          |  |
| \| \| \| \| 1 \| 2 \| 3 \| \| \| - \| \| ---------------------------------------------------------------------- \| --- \| ----- \| -------- \| \| \| 1 \| \| Dušan Lajović Benoît Paire \| 2 6 \| 78 66 \| 4 6 \| \| \| 2 \| \| Novak Djokovic Gaël Monfils \| 6 3 \| 6 2 \| \| \| \| 3 \| \| Novak Djokovic / Viktor Troicki Nicolas Mahut / Édouard Roger-Vasselin \| 6 3 \| 65 7 \| [10] [3] \| \| |                     |                                                                        |            |       |          |  |
| |                     |                                                                        | 1          | 2     | 3        |  |
| 1 | Serbia · Pháp       | Dušan Lajović Benoît Paire                                             | 2 6        | 78 66 | 4 6      |  |
| 2 | Serbia · Pháp       | Novak Djokovic Gaël Monfils                                            | 6 3        | 6 2   |          |  |
| 3 | Serbia · Pháp       | Novak Djokovic / Viktor Troicki Nicolas Mahut / Édouard Roger-Vasselin | 6 3        | 65 7  | [10] [3] |  |

#### Serbia vs. Chile
| · Serbia · 2 | Brisbane 08/01/2020 | Brisbane 08/01/2020                                            | · Chile · 1 |      |   |  |
| \| \| \| \| 1 \| 2 \| 3 \| \| \| - \| \| -------------------------------------------------------------- \| --- \| ---- \| - \| \| \| 1 \| \| Dušan Lajović Nicolás Jarry \| 6 2 \| 7 63 \| \| \| \| 2 \| \| Novak Djokovic Cristian Garín \| 6 3 \| 6 3 \| \| \| \| 3 \| \| Nikola Ćaćić / Viktor Troicki Nicolás Jarry / Alejandro Tabilo \| 3 6 \| 62 7 \| \| \| |                     |                                                                |             |      |   |  |
| |                     |                                                                | 1           | 2    | 3 |  |
| 1 | Serbia · Chile      | Dušan Lajović Nicolás Jarry                                    | 6 2         | 7 63 |   |  |
| 2 | Serbia · Chile      | Novak Djokovic Cristian Garín                                  | 6 3         | 6 3  |   |  |
| 3 | Serbia · Chile      | Nikola Ćaćić / Viktor Troicki Nicolás Jarry / Alejandro Tabilo | 3 6         | 62 7 |   |  |

#### Pháp vs. Nam Phi
| · Pháp · 1 | Brisbane 08/01/2020     | Brisbane 08/01/2020                                                  | · Nam Phi · 2 |      |      |  |
| \| \| \| \| 1 \| 2 \| 3 \| \| \| - \| \| -------------------------------------------------------------------- \| --- \| ---- \| ---- \| \| \| 1 \| \| Gilles Simon Lloyd Harris \| 2 6 \| 6 2 \| 6 2 \| \| \| 2 \| \| Benoît Paire Kevin Anderson \| 6 2 \| 61 7 \| 65 7 \| \| \| 3 \| \| Nicolas Mahut / Édouard Roger-Vasselin Raven Klaasen / Ruan Roelofse \| 3 6 \| 4 6 \| \| \| |                         |                                                                      |               |      |      |  |
| |                         |                                                                      | 1             | 2    | 3    |  |
| 1 | Pháp · Cộng hòa Nam Phi | Gilles Simon Lloyd Harris                                            | 2 6           | 6 2  | 6 2  |  |
| 2 | Pháp · Cộng hòa Nam Phi | Benoît Paire Kevin Anderson                                          | 6 2           | 61 7 | 65 7 |  |
| 3 | Pháp · Cộng hòa Nam Phi | Nicolas Mahut / Édouard Roger-Vasselin Raven Klaasen / Ruan Roelofse | 3 6           | 4 6  |      |  |

### Bảng B
| Xếp hạng | Đội         | Thắng – thua | Tỷ số các trận | Tỷ số các set | % thắng các set | Games  | % thắng các games |
| -------- | ----------- | ------------ | -------------- | ------------- | --------------- | ------ | ----------------- |
| 1        | Tây Ban Nha | 3–0          | 9–0            | 18–2          | 90              | 108–56 | 65,9              |
| 2        | Nhật Bản    | 2–1          | 5–4            | 11–9          | 55              | 99–80  | 55,3              |
| 3        | Gruzia      | 1–2          | 3–6            | 7–13          | 35              | 72–100 | 41,9              |
| 4        | Uruguay     | 0–3          | 1–8            | 4–16          | 20              | 57–100 | 36,3              |

#### Nhật Bản vs. Uruguay
| · Nhật Bản · 3 | Perth 04/01/2020   | Perth 04/01/2020                                            | · Uruguay · 0 |     |   |  |
| \| \| \| \| 1 \| 2 \| 3 \| \| \| - \| \| ----------------------------------------------------------- \| ---- \| --- \| - \| \| \| 1 \| \| Go Soeda Martín Cuevas \| 6 1 \| 6 3 \| \| \| \| 2 \| \| Yoshihito Nishioka Pablo Cuevas \| 6 0 \| 6 1 \| \| \| \| 3 \| \| Toshihide Matsui / Ben McLachlan Ariel Behar / Pablo Cuevas \| 7 65 \| 6 4 \| \| \| |                    |                                                             |               |     |   |  |
| |                    |                                                             | 1             | 2   | 3 |  |
| 1 | Nhật Bản · Uruguay | Go Soeda Martín Cuevas                                      | 6 1           | 6 3 |   |  |
| 2 | Nhật Bản · Uruguay | Yoshihito Nishioka Pablo Cuevas                             | 6 0           | 6 1 |   |  |
| 3 | Nhật Bản · Uruguay | Toshihide Matsui / Ben McLachlan Ariel Behar / Pablo Cuevas | 7 65          | 6 4 |   |  |

#### Tây Ban Nha vs. Georgia
| · Tây Ban Nha · 3 | Perth 04/01/2020     | Perth 04/01/2020                                                          | · Gruzia · 0 |     |   |  |
| \| \| \| \| 1 \| 2 \| 3 \| \| \| - \| \| ------------------------------------------------------------------------- \| --- \| --- \| - \| \| \| 1 \| \| Roberto Bautista Agut Aleksandre Metreveli \| 6 0 \| 6 0 \| \| \| \| 2 \| \| Rafael Nadal Nikoloz Basilashvili \| 6 3 \| 7 5 \| \| \| \| 3 \| \| Pablo Carreño Busta / Feliciano López Aleksandre Bakshi / George Tsivadze \| 6 3 \| 6 4 \| \| \| |                      |                                                                           |              |     |   |  |
| |                      |                                                                           | 1            | 2   | 3 |  |
| 1 | Tây Ban Nha · Gruzia | Roberto Bautista Agut Aleksandre Metreveli                                | 6 0          | 6 0 |   |  |
| 2 | Tây Ban Nha · Gruzia | Rafael Nadal Nikoloz Basilashvili                                         | 6 3          | 7 5 |   |  |
| 3 | Tây Ban Nha · Gruzia | Pablo Carreño Busta / Feliciano López Aleksandre Bakshi / George Tsivadze | 6 3          | 6 4 |   |  |

#### Nhật Bản vs. Georgia
| · Nhật Bản · 2 | Perth 06/01/2020  | Perth 06/01/2020                                                     | · Gruzia · 1 |     |     |  |
| \| \| \| \| 1 \| 2 \| 3 \| \| \| - \| \| -------------------------------------------------------------------- \| --- \| --- \| --- \| \| \| 1 \| \| Go Soeda Aleksandre Metreveli \| 4 6 \| 6 3 \| 6 2 \| \| \| 2 \| \| Yoshihito Nishioka Nikoloz Basilashvili \| 6 2 \| 6 3 \| \| \| \| 3 \| \| Toshihide Matsui / Ben McLachlan Aleksandre Bakshi / Zura Tkemaladze \| 2 6 \| 4 6 \| \| \| |                   |                                                                      |              |     |     |  |
| |                   |                                                                      | 1            | 2   | 3   |  |
| 1 | Nhật Bản · Gruzia | Go Soeda Aleksandre Metreveli                                        | 4 6          | 6 3 | 6 2 |  |
| 2 | Nhật Bản · Gruzia | Yoshihito Nishioka Nikoloz Basilashvili                              | 6 2          | 6 3 |     |  |
| 3 | Nhật Bản · Gruzia | Toshihide Matsui / Ben McLachlan Aleksandre Bakshi / Zura Tkemaladze | 2 6          | 4 6 |     |  |

#### Tây Ban Nha vs. Uruguay
| · Tây Ban Nha · 3 | Perth 06/01/2020      | Perth 06/01/2020                                                        | · Uruguay · 0 |     |          |  |
| \| \| \| \| 1 \| 2 \| 3 \| \| \| - \| \| ----------------------------------------------------------------------- \| --- \| --- \| -------- \| \| \| 1 \| \| Roberto Bautista Agut Franco Roncadelli \| 6 1 \| 6 2 \| \| \| \| 2 \| \| Rafael Nadal Pablo Cuevas \| 6 2 \| 6 1 \| \| \| \| 3 \| \| Pablo Carreño Busta / Feliciano López Ariel Behar / Juan Martín Fumeaux \| 6 1 \| 3 6 \| [10] [3] \| \| |                       |                                                                         |               |     |          |  |
| |                       |                                                                         | 1             | 2   | 3        |  |
| 1 | Tây Ban Nha · Uruguay | Roberto Bautista Agut Franco Roncadelli                                 | 6 1           | 6 2 |          |  |
| 2 | Tây Ban Nha · Uruguay | Rafael Nadal Pablo Cuevas                                               | 6 2           | 6 1 |          |  |
| 3 | Tây Ban Nha · Uruguay | Pablo Carreño Busta / Feliciano López Ariel Behar / Juan Martín Fumeaux | 6 1           | 3 6 | [10] [3] |  |

#### Tây Ban Nha vs. Nhật Bản
| · Tây Ban Nha · 3 | Perth 08/01/2020       | Perth 08/01/2020                                            | · Nhật Bản · 0 |     |          |  |
| \| \| \| \| 1 \| 2 \| 3 \| \| \| - \| \| ----------------------------------------------------------- \| ---- \| --- \| -------- \| \| \| 1 \| \| Roberto Bautista Agut Go Soeda \| 6 2 \| 6 4 \| \| \| \| 2 \| \| Rafael Nadal Yoshihito Nishioka \| 7 64 \| 6 4 \| \| \| \| 3 \| \| Pablo Carreño Busta / Rafael Nadal Ben McLachlan / Go Soeda \| 7 65 \| 4 6 \| [10] [6] \| \| |                        |                                                             |                |     |          |  |
| |                        |                                                             | 1              | 2   | 3        |  |
| 1 | Tây Ban Nha · Nhật Bản | Roberto Bautista Agut Go Soeda                              | 6 2            | 6 4 |          |  |
| 2 | Tây Ban Nha · Nhật Bản | Rafael Nadal Yoshihito Nishioka                             | 7 64           | 6 4 |          |  |
| 3 | Tây Ban Nha · Nhật Bản | Pablo Carreño Busta / Rafael Nadal Ben McLachlan / Go Soeda | 7 65           | 4 6 | [10] [6] |  |

#### Georgia vs. Uruguay
| · Gruzia · 2 | Perth 08/01/2020 | Perth 08/01/2020                                                    | · Uruguay · 1 |     |     |  |
| \| \| \| \| 1 \| 2 \| 3 \| \| \| - \| \| ------------------------------------------------------------------- \| --- \| --- \| --- \| \| \| 1 \| \| Aleksandre Metreveli Franco Roncadelli \| 6 2 \| 6 1 \| \| \| \| 2 \| \| Nikoloz Basilashvili Pablo Cuevas \| 6 4 \| 1 6 \| 6 4 \| \| \| 3 \| \| Aleksandre Bakshi / Aleksandre Metreveli Ariel Behar / Pablo Cuevas \| 2 6 \| 2 6 \| \| \| |                  |                                                                     |               |     |     |  |
| |                  |                                                                     | 1             | 2   | 3   |  |
| 1 | Gruzia · Uruguay | Aleksandre Metreveli Franco Roncadelli                              | 6 2           | 6 1 |     |  |
| 2 | Gruzia · Uruguay | Nikoloz Basilashvili Pablo Cuevas                                   | 6 4           | 1 6 | 6 4 |  |
| 3 | Gruzia · Uruguay | Aleksandre Bakshi / Aleksandre Metreveli Ariel Behar / Pablo Cuevas | 2 6           | 2 6 |     |  |

### Bảng C
| Xếp hạng | Đội      | Thắng – thua | Tỷ số các trận | Tỷ số các set | % thắng các set | Games  | % thắng các games |
| -------- | -------- | ------------ | -------------- | ------------- | --------------- | ------ | ----------------- |
| 1        | Anh Quốc | 2–1          | 6–3            | 14–7          | 66,7            | 106–80 | 57                |
| 2        | Bỉ       | 2–1          | 6–3            | 12–10         | 54,5            | 103–97 | 51.5              |
| 3        | Bulgaria | 2–1          | 5–4            | 13–10         | 56,5            | 105–92 | 53.3              |
| 4        | Moldova  | 0–3          | 1–8            | 4–16          | 20              | 71–116 | 38                |

#### Bỉ vs. Moldova
| · Bỉ · 3 | Sydney 03/01/2020 | Sydney 03/01/2020                                            | · Moldova · 0 |      |          |  |
| \| \| \| \| 1 \| 2 \| 3 \| \| \| - \| \| ------------------------------------------------------------ \| ---- \| ---- \| -------- \| \| \| 1 \| \| Steve Darcis Alexander Cozbinov \| 6 4 \| 64 7 \| 7 5 \| \| \| 2 \| \| David Goffin Radu Albot \| 6 4 \| 6 1 \| \| \| \| 3 \| \| Sander Gillé / Joran Vliegen Radu Albot / Alexander Cozbinov \| 65 7 \| 7 64 \| [11] [9] \| \| |                   |                                                              |               |      |          |  |
| |                   |                                                              | 1             | 2    | 3        |  |
| 1 | Bỉ · Moldova      | Steve Darcis Alexander Cozbinov                              | 6 4           | 64 7 | 7 5      |  |
| 2 | Bỉ · Moldova      | David Goffin Radu Albot                                      | 6 4           | 6 1  |          |  |
| 3 | Bỉ · Moldova      | Sander Gillé / Joran Vliegen Radu Albot / Alexander Cozbinov | 65 7          | 7 64 | [11] [9] |  |

#### Vương quốc Anh vs. Bulgaria
| · Anh Quốc · 1 | Sydney 03/01/2020                                  | Sydney 03/01/2020                                                | · Bulgaria · 2 |      |          |  |
| \| \| \| \| 1 \| 2 \| 3 \| \| \| - \| \| ---------------------------------------------------------------- \| ---- \| ---- \| -------- \| \| \| 1 \| \| Cameron Norrie Dimitar Kuzmanov \| 6 2 \| 3 6 \| 6 2 \| \| \| 2 \| \| Dan Evans Grigor Dimitrov \| 6 2 \| 4 6 \| 1 6 \| \| \| 3 \| \| Jamie Murray / Joe Salisbury Grigor Dimitrov / Alexandar Lazarov \| 65 7 \| 7 62 \| [9] [11] \| \| |                                                    |                                                                  |                |      |          |  |
| |                                                    |                                                                  | 1              | 2    | 3        |  |
| 1 | Vương quốc Liên hiệp Anh và Bắc Ireland · Bulgaria | Cameron Norrie Dimitar Kuzmanov                                  | 6 2            | 3 6  | 6 2      |  |
| 2 | Vương quốc Liên hiệp Anh và Bắc Ireland · Bulgaria | Dan Evans Grigor Dimitrov                                        | 6 2            | 4 6  | 1 6      |  |
| 3 | Vương quốc Liên hiệp Anh và Bắc Ireland · Bulgaria | Jamie Murray / Joe Salisbury Grigor Dimitrov / Alexandar Lazarov | 65 7           | 7 62 | [9] [11] |  |

#### Bulgaria vs. Moldova
| · Bulgaria · 2 | Sydney 05/01/2020  | Sydney 05/01/2020                                                   | · Moldova · 1 |      |   |  |
| \| \| \| \| 1 \| 2 \| 3 \| \| \| - \| \| ------------------------------------------------------------------- \| --- \| ---- \| - \| \| \| 1 \| \| Dimitar Kuzmanov Alexander Cozbinov \| 6 1 \| 7 5 \| \| \| \| 2 \| \| Grigor Dimitrov Radu Albot \| 6 2 \| 6 3 \| \| \| \| 3 \| \| Grigor Dimitrov / Alexandar Lazarov Radu Albot / Alexander Cozbinov \| 4 6 \| 64 7 \| \| \| |                    |                                                                     |               |      |   |  |
| |                    |                                                                     | 1             | 2    | 3 |  |
| 1 | Bulgaria · Moldova | Dimitar Kuzmanov Alexander Cozbinov                                 | 6 1           | 7 5  |   |  |
| 2 | Bulgaria · Moldova | Grigor Dimitrov Radu Albot                                          | 6 2           | 6 3  |   |  |
| 3 | Bulgaria · Moldova | Grigor Dimitrov / Alexandar Lazarov Radu Albot / Alexander Cozbinov | 4 6           | 64 7 |   |  |

#### Bỉ vs. Vương quốc Anh
| · Bỉ · 1 | Sydney 05/01/2020                            | Sydney 05/01/2020                                         | · Anh Quốc · 2 |      |   |  |
| \| \| \| \| 1 \| 2 \| 3 \| \| \| - \| \| --------------------------------------------------------- \| --- \| ---- \| - \| \| \| 1 \| \| Steve Darcis Cameron Norrie \| 6 2 \| 6 4 \| \| \| \| 2 \| \| David Goffin Dan Evans \| 4 6 \| 4 6 \| \| \| \| 3 \| \| Sander Gillé / Joran Vliegen Jamie Murray / Joe Salisbury \| 3 6 \| 67 9 \| \| \| |                                              |                                                           |                |      |   |  |
| |                                              |                                                           | 1              | 2    | 3 |  |
| 1 | Bỉ · Vương quốc Liên hiệp Anh và Bắc Ireland | Steve Darcis Cameron Norrie                               | 6 2            | 6 4  |   |  |
| 2 | Bỉ · Vương quốc Liên hiệp Anh và Bắc Ireland | David Goffin Dan Evans                                    | 4 6            | 4 6  |   |  |
| 3 | Bỉ · Vương quốc Liên hiệp Anh và Bắc Ireland | Sander Gillé / Joran Vliegen Jamie Murray / Joe Salisbury | 3 6            | 67 9 |   |  |

#### Vương quốc Anh vs. Moldova
| · Anh Quốc · 3 | Sydney 07/01/2020                                 | Sydney 07/01/2020                                            | · Moldova · 0 |     |   |  |
| \| \| \| \| 1 \| 2 \| 3 \| \| \| - \| \| ------------------------------------------------------------ \| --- \| --- \| - \| \| \| 1 \| \| Cameron Norrie Alexander Cozbinov \| 6 2 \| 6 2 \| \| \| \| 2 \| \| Dan Evans Radu Albot \| 6 2 \| 6 2 \| \| \| \| 3 \| \| Jamie Murray / Joe Salisbury Radu Albot / Alexander Cozbinov \| 6 2 \| 6 3 \| \| \| |                                                   |                                                              |               |     |   |  |
| |                                                   |                                                              | 1             | 2   | 3 |  |
| 1 | Vương quốc Liên hiệp Anh và Bắc Ireland · Moldova | Cameron Norrie Alexander Cozbinov                            | 6 2           | 6 2 |   |  |
| 2 | Vương quốc Liên hiệp Anh và Bắc Ireland · Moldova | Dan Evans Radu Albot                                         | 6 2           | 6 2 |   |  |
| 3 | Vương quốc Liên hiệp Anh và Bắc Ireland · Moldova | Jamie Murray / Joe Salisbury Radu Albot / Alexander Cozbinov | 6 2           | 6 3 |   |  |

#### Bỉ vs. Bulgaria
| · Bỉ · 2 | Sydney 07/01/2020 | Sydney 07/01/2020                                                | · Bulgaria · 1 |     |          |  |
| \| \| \| \| 1 \| 2 \| 3 \| \| \| - \| \| ---------------------------------------------------------------- \| --- \| --- \| -------- \| \| \| 1 \| \| Steve Darcis Dimitar Kuzmanov \| 0 6 \| 3 6 \| \| \| \| 2 \| \| David Goffin Grigor Dimitrov \| 4 6 \| 6 2 \| 6 2 \| \| \| 3 \| \| Sander Gillé / Joran Vliegen Grigor Dimitrov / Alexandar Lazarov \| 3 6 \| 6 4 \| [10] [7] \| \| |                   |                                                                  |                |     |          |  |
| |                   |                                                                  | 1              | 2   | 3        |  |
| 1 | Bỉ · Bulgaria     | Steve Darcis Dimitar Kuzmanov                                    | 0 6            | 3 6 |          |  |
| 2 | Bỉ · Bulgaria     | David Goffin Grigor Dimitrov                                     | 4 6            | 6 2 | 6 2      |  |
| 3 | Bỉ · Bulgaria     | Sander Gillé / Joran Vliegen Grigor Dimitrov / Alexandar Lazarov | 3 6            | 6 4 | [10] [7] |  |

### Bảng D
| Xếp hạng | Đội    | Thắng – thua | Tỷ số các trận | Tỷ số các set | % thắng các set | Games   | % thắng các games |
| -------- | ------ | ------------ | -------------- | ------------- | --------------- | ------- | ----------------- |
| 1        | Nga    | 3–0          | 8–1            | 16–4          | 80.0            | 111–75  | 59.7              |
| 2        | Ý      | 2–1          | 5–4            | 11–9          | 55.0            | 94–94   | 50.0              |
| 3        | Na Uy  | 1–2          | 3–6            | 6–14          | 30.0            | 80–106  | 43.0              |
| 4        | Hoa Kỳ | 0–3          | 2–7            | 8–14          | 36.4            | 100–110 | 47.6              |

#### Hoa Kỳ vs. Na Uy
| · Hoa Kỳ · 1 | Perth 03/01/2020 | Perth 03/01/2020                                            | · Na Uy · 2 |         |          |  |
| \| \| \| \| 1 \| 2 \| 3 \| \| \| - \| \| ----------------------------------------------------------- \| ---- \| ------- \| -------- \| \| \| 1 \| \| Taylor Fritz Viktor Durasovic \| 6 2 \| 6 2 \| \| \| \| 2 \| \| John Isner Casper Ruud \| 7 63 \| 610 712 \| 5 7 \| \| \| 3 \| \| Austin Krajicek / Rajeev Ram Viktor Durasovic / Casper Ruud \| 6 4 \| 3 6 \| [5] [10] \| \| |                  |                                                             |             |         |          |  |
| |                  |                                                             | 1           | 2       | 3        |  |
| 1 | Hoa Kỳ · Na Uy   | Taylor Fritz Viktor Durasovic                               | 6 2         | 6 2     |          |  |
| 2 | Hoa Kỳ · Na Uy   | John Isner Casper Ruud                                      | 7 63        | 610 712 | 5 7      |  |
| 3 | Hoa Kỳ · Na Uy   | Austin Krajicek / Rajeev Ram Viktor Durasovic / Casper Ruud | 6 4         | 3 6     | [5] [10] |  |

#### Nga vs. Ý
| · Nga · 3 | Perth 03/01/2020 | Perth 03/01/2020                                                 | · Ý · 0 |     |     |  |
| \| \| \| \| 1 \| 2 \| 3 \| \| \| - \| \| ---------------------------------------------------------------- \| --- \| --- \| --- \| \| \| 1 \| \| Karen Khachanov Stefano Travaglia \| 7 5 \| 6 3 \| \| \| \| 2 \| \| Daniil Medvedev Fabio Fognini \| 1 6 \| 6 1 \| 6 3 \| \| \| 3 \| \| Karen Khachanov / Daniil Medvedev Simone Bolelli / Paolo Lorenzi \| 6 4 \| 6 3 \| \| \| |                  |                                                                  |         |     |     |  |
| |                  |                                                                  | 1       | 2   | 3   |  |
| 1 | Nga · Ý          | Karen Khachanov Stefano Travaglia                                | 7 5     | 6 3 |     |  |
| 2 | Nga · Ý          | Daniil Medvedev Fabio Fognini                                    | 1 6     | 6 1 | 6 3 |  |
| 3 | Nga · Ý          | Karen Khachanov / Daniil Medvedev Simone Bolelli / Paolo Lorenzi | 6 4     | 6 3 |     |  |

#### Ý vs. Na Uy
| · Ý · 2 | Perth 05/01/2020 | Perth 05/01/2020                                              | · Na Uy · 1 |      |   |  |
| \| \| \| \| 1 \| 2 \| 3 \| \| \| - \| \| ------------------------------------------------------------- \| --- \| ---- \| - \| \| \| 1 \| \| Stefano Travaglia Viktor Durasovic \| 6 1 \| 6 1 \| \| \| \| 2 \| \| Fabio Fognini Casper Ruud \| 2 6 \| 2 6 \| \| \| \| 3 \| \| Simone Bolelli / Fabio Fognini Viktor Durasovic / Casper Ruud \| 6 3 \| 7 63 \| \| \| |                  |                                                               |             |      |   |  |
| |                  |                                                               | 1           | 2    | 3 |  |
| 1 | Ý · Na Uy        | Stefano Travaglia Viktor Durasovic                            | 6 1         | 6 1  |   |  |
| 2 | Ý · Na Uy        | Fabio Fognini Casper Ruud                                     | 2 6         | 2 6  |   |  |
| 3 | Ý · Na Uy        | Simone Bolelli / Fabio Fognini Viktor Durasovic / Casper Ruud | 6 3         | 7 63 |   |  |

#### Nga vs. Hoa Kỳ
| · Nga · 2 | Perth 05/01/2020 | Perth 05/01/2020                                               | · Hoa Kỳ · 1 |     |     |  |
| \| \| \| \| 1 \| 2 \| 3 \| \| \| - \| \| -------------------------------------------------------------- \| --- \| --- \| --- \| \| \| 1 \| \| Karen Khachanov Taylor Fritz \| 3 6 \| 7 5 \| 6 1 \| \| \| 2 \| \| Daniil Medvedev John Isner \| 6 3 \| 6 1 \| \| \| \| 3 \| \| Karen Khachanov / Daniil Medvedev Austin Krajicek / Rajeev Ram \| 3 6 \| 4 6 \| \| \| |                  |                                                                |              |     |     |  |
| |                  |                                                                | 1            | 2   | 3   |  |
| 1 | Nga · Hoa Kỳ     | Karen Khachanov Taylor Fritz                                   | 3 6          | 7 5 | 6 1 |  |
| 2 | Nga · Hoa Kỳ     | Daniil Medvedev John Isner                                     | 6 3          | 6 1 |     |  |
| 3 | Nga · Hoa Kỳ     | Karen Khachanov / Daniil Medvedev Austin Krajicek / Rajeev Ram | 3 6          | 4 6 |     |  |

#### Nga vs. Na Uy
| · Nga · 3 | Perth 07/01/2020 | Perth 07/01/2020                                                         | · Na Uy · 0 |       |   |  |
| \| \| \| \| 1 \| 2 \| 3 \| \| \| - \| \| ------------------------------------------------------------------------ \| ---- \| ----- \| - \| \| \| 1 \| \| Karen Khachanov Viktor Durasovic \| 6 2 \| 6 1 \| \| \| \| 2 \| \| Daniil Medvedev Casper Ruud \| 6 3 \| 78 66 \| \| \| \| 3 \| \| Teymuraz Gabashvili / Konstantin Kravchuk Viktor Durasovic / Casper Ruud \| 7 64 \| 6 4 \| \| \| |                  |                                                                          |             |       |   |  |
| |                  |                                                                          | 1           | 2     | 3 |  |
| 1 | Nga · Na Uy      | Karen Khachanov Viktor Durasovic                                         | 6 2         | 6 1   |   |  |
| 2 | Nga · Na Uy      | Daniil Medvedev Casper Ruud                                              | 6 3         | 78 66 |   |  |
| 3 | Nga · Na Uy      | Teymuraz Gabashvili / Konstantin Kravchuk Viktor Durasovic / Casper Ruud | 7 64        | 6 4   |   |  |

#### Ý vs. Hoa Kỳ
| · Ý · 3 | Perth 07/01/2020 | Perth 07/01/2020                                            | · Hoa Kỳ · 0 |      |          |  |
| \| \| \| \| 1 \| 2 \| 3 \| \| \| - \| \| ----------------------------------------------------------- \| ---- \| ---- \| -------- \| \| \| 1 \| \| Stefano Travaglia Taylor Fritz \| 7 63 \| 7 61 \| \| \| \| 2 \| \| Fabio Fognini John Isner \| 6 4 \| 7 65 \| \| \| \| 3 \| \| Simone Bolelli / Fabio Fognini Austin Krajicek / Rajeev Ram \| 6 4 \| 65 7 \| [10] [3] \| \| |                  |                                                             |              |      |          |  |
| |                  |                                                             | 1            | 2    | 3        |  |
| 1 | Ý · Hoa Kỳ       | Stefano Travaglia Taylor Fritz                              | 7 63         | 7 61 |          |  |
| 2 | Ý · Hoa Kỳ       | Fabio Fognini John Isner                                    | 6 4          | 7 65 |          |  |
| 3 | Ý · Hoa Kỳ       | Simone Bolelli / Fabio Fognini Austin Krajicek / Rajeev Ram | 6 4          | 65 7 | [10] [3] |  |

### Bảng E
| Xếp hạng | Đội       | Thắng – thua | Tỷ số các trận | Tỷ số các set | % thắng các set | Games   | % thắng các games |
| -------- | --------- | ------------ | -------------- | ------------- | --------------- | ------- | ----------------- |
| 1        | Argentina | 2–1          | 5–4            | 12–10         | 54.5            | 100–91  | 52.4              |
| 2        | Croatia   | 2–1          | 5–4            | 11–10         | 52.4            | 97–98   | 49.7              |
| 3        | Ba Lan    | 1–2          | 4–5            | 10–13         | 43.5            | 101–111 | 47.6              |
| 4        | Áo        | 1–2          | 4–5            | 12–12         | 50.0            | 120–118 | 50.4              |

#### Argentina vs. Ba Lan
| · Argentina · 2 | Sydney 04/01/2020  | Sydney 04/01/2020                                              | · Ba Lan · 1 |     |     |  |
| \| \| \| \| 1 \| 2 \| 3 \| \| \| - \| \| -------------------------------------------------------------- \| --- \| --- \| --- \| \| \| 1 \| \| Guido Pella Kamil Majchrzak \| 6 2 \| 2 6 \| 6 2 \| \| \| 2 \| \| Diego Schwartzman Hubert Hurkacz \| 6 4 \| 2 6 \| 3 6 \| \| \| 3 \| \| Máximo González / Andrés Molteni Hubert Hurkacz / Łukasz Kubot \| 6 2 \| 6 4 \| \| \| |                    |                                                                |              |     |     |  |
| |                    |                                                                | 1            | 2   | 3   |  |
| 1 | Argentina · Ba Lan | Guido Pella Kamil Majchrzak                                    | 6 2          | 2 6 | 6 2 |  |
| 2 | Argentina · Ba Lan | Diego Schwartzman Hubert Hurkacz                               | 6 4          | 2 6 | 3 6 |  |
| 3 | Argentina · Ba Lan | Máximo González / Andrés Molteni Hubert Hurkacz / Łukasz Kubot | 6 2          | 6 4 |     |  |

#### Áo vs. Croatia
| · Áo · 0 | Sydney 04/01/2020 | Sydney 04/01/2020                                        | · Croatia · 3 |     |     |  |
| \| \| \| \| 1 \| 2 \| 3 \| \| \| - \| \| -------------------------------------------------------- \| ---- \| --- \| --- \| \| \| 1 \| \| Dennis Novak Marin Čilić \| 7 64 \| 4 6 \| 4 6 \| \| \| 2 \| \| Dominic Thiem Borna Ćorić \| 64 7 \| 6 2 \| 3 6 \| \| \| 3 \| \| Oliver Marach / Jürgen Melzer Ivan Dodig / Nikola Mektić \| 64 7 \| 2 6 \| \| \| |                   |                                                          |               |     |     |  |
| |                   |                                                          | 1             | 2   | 3   |  |
| 1 | Áo · Croatia      | Dennis Novak Marin Čilić                                 | 7 64          | 4 6 | 4 6 |  |
| 2 | Áo · Croatia      | Dominic Thiem Borna Ćorić                                | 64 7          | 6 2 | 3 6 |  |
| 3 | Áo · Croatia      | Oliver Marach / Jürgen Melzer Ivan Dodig / Nikola Mektić | 64 7          | 2 6 |     |  |

#### Croatia vs. Ba Lan
| · Croatia · 2 | Sydney 06/01/2020 | Sydney 06/01/2020                                        | · Ba Lan · 1 |     |   |  |
| \| \| \| \| 1 \| 2 \| 3 \| \| \| - \| \| -------------------------------------------------------- \| ------ \| --- \| - \| \| \| 1 \| \| Marin Čilić Kacper Żuk \| 710 68 \| 6 4 \| \| \| \| 2 \| \| Borna Ćorić Hubert Hurkacz \| 2 6 \| 2 6 \| \| \| \| 3 \| \| Ivan Dodig / Nikola Mektić Hubert Hurkacz / Łukasz Kubot \| 6 2 \| 6 1 \| \| \| |                   |                                                          |              |     |   |  |
| |                   |                                                          | 1            | 2   | 3 |  |
| 1 | Croatia · Ba Lan  | Marin Čilić Kacper Żuk                                   | 710 68       | 6 4 |   |  |
| 2 | Croatia · Ba Lan  | Borna Ćorić Hubert Hurkacz                               | 2 6          | 2 6 |   |  |
| 3 | Croatia · Ba Lan  | Ivan Dodig / Nikola Mektić Hubert Hurkacz / Łukasz Kubot | 6 2          | 6 1 |   |  |

#### Áo vs. Argentina
| · Áo · 3 | Sydney 06/01/2020 | Sydney 06/01/2020                                              | · Argentina · 0 |      |     |  |
| \| \| \| \| 1 \| 2 \| 3 \| \| \| - \| \| -------------------------------------------------------------- \| --- \| ---- \| --- \| \| \| 1 \| \| Dennis Novak Guido Pella \| 0 6 \| 6 4 \| 6 4 \| \| \| 2 \| \| Dominic Thiem Diego Schwartzman \| 6 3 \| 7 63 \| \| \| \| 3 \| \| Oliver Marach / Jürgen Melzer Máximo González / Andrés Molteni \| 6 1 \| 6 4 \| \| \| |                   |                                                                |                 |      |     |  |
| |                   |                                                                | 1               | 2    | 3   |  |
| 1 | Áo · Argentina    | Dennis Novak Guido Pella                                       | 0 6             | 6 4  | 6 4 |  |
| 2 | Áo · Argentina    | Dominic Thiem Diego Schwartzman                                | 6 3             | 7 63 |     |  |
| 3 | Áo · Argentina    | Oliver Marach / Jürgen Melzer Máximo González / Andrés Molteni | 6 1             | 6 4  |     |  |

#### Áo vs. Ba Lan
| · Áo · 1 | Sydney 08/01/2020 | Sydney 08/01/2020                                           | · Ba Lan · 2 |      |          |  |
| \| \| \| \| 1 \| 2 \| 3 \| \| \| - \| \| ----------------------------------------------------------- \| ---- \| ---- \| -------- \| \| \| 1 \| \| Dennis Novak Kacper Żuk \| 7 5 \| 63 7 \| 3 6 \| \| \| 2 \| \| Dominic Thiem Hubert Hurkacz \| 6 3 \| 4 6 \| 65 7 \| \| \| 3 \| \| Oliver Marach / Jürgen Melzer Hubert Hurkacz / Łukasz Kubot \| 63 7 \| 6 3 \| [11] [9] \| \| |                   |                                                             |              |      |          |  |
| |                   |                                                             | 1            | 2    | 3        |  |
| 1 | Áo · Ba Lan       | Dennis Novak Kacper Żuk                                     | 7 5          | 63 7 | 3 6      |  |
| 2 | Áo · Ba Lan       | Dominic Thiem Hubert Hurkacz                                | 6 3          | 4 6  | 65 7     |  |
| 3 | Áo · Ba Lan       | Oliver Marach / Jürgen Melzer Hubert Hurkacz / Łukasz Kubot | 63 7         | 6 3  | [11] [9] |  |

#### Croatia vs. Argentina
| · Croatia · 0 | Sydney 08/01/2020   | Sydney 08/01/2020                                           | · Argentina · 3 |     |          |  |
| \| \| \| \| 1 \| 2 \| 3 \| \| \| - \| \| ----------------------------------------------------------- \| ---- \| --- \| -------- \| \| \| 1 \| \| Marin Čilić Guido Pella \| 61 7 \| 3 6 \| \| \| \| 2 \| \| Borna Ćorić Diego Schwartzman \| 2 6 \| 2 6 \| \| \| \| 3 \| \| Ivan Dodig / Nikola Mektić Máximo González / Andrés Molteni \| 6 3 \| 3 6 \| [2] [10] \| \| |                     |                                                             |                 |     |          |  |
| |                     |                                                             | 1               | 2   | 3        |  |
| 1 | Croatia · Argentina | Marin Čilić Guido Pella                                     | 61 7            | 3 6 |          |  |
| 2 | Croatia · Argentina | Borna Ćorić Diego Schwartzman                               | 2 6             | 2 6 |          |  |
| 3 | Croatia · Argentina | Ivan Dodig / Nikola Mektić Máximo González / Andrés Molteni | 6 3             | 3 6 | [2] [10] |  |

### Bảng F
| Xếp hạng | Đội    | Thắng – thua | Tỷ số các trận | Tỷ số các set | % thắng các set | Games   | % thắng các games |
| -------- | ------ | ------------ | -------------- | ------------- | --------------- | ------- | ----------------- |
| 1        | Úc     | 3–0          | 9–0            | 18–5          | 78.3            | 132–101 | 56.7              |
| 2        | Canada | 2–1          | 5–4            | 12–8          | 60.0            | 99–87   | 53.2              |
| 3        | Đức    | 1–2          | 3–6            | 7–13          | 35.0            | 83–98   | 45.9              |
| 4        | Hy Lạp | 0–3          | 1–8            | 5–16          | 23.8            | 86–114  | 43.0              |

#### Hy Lạp vs. Canada
| · Hy Lạp · 0 | Brisbane 03/01/2020 | Brisbane 03/01/2020                                                              | · Canada · 3 |      |   |  |
| \| \| \| \| 1 \| 2 \| 3 \| \| \| - \| \| -------------------------------------------------------------------------------- \| ---- \| ---- \| - \| \| \| 1 \| \| Michail Pervolarakis Félix Auger-Aliassime \| 1 6 \| 3 6 \| \| \| \| 2 \| \| Stefanos Tsitsipas Denis Shapovalov \| 6 78 \| 64 7 \| \| \| \| 3 \| \| Michail Pervolarakis / Petros Tsitsipas Félix Auger-Aliassime / Denis Shapovalov \| 2 6 \| 3 6 \| \| \| |                     |                                                                                  |              |      |   |  |
| |                     |                                                                                  | 1            | 2    | 3 |  |
| 1 | Hy Lạp · Canada     | Michail Pervolarakis Félix Auger-Aliassime                                       | 1 6          | 3 6  |   |  |
| 2 | Hy Lạp · Canada     | Stefanos Tsitsipas Denis Shapovalov                                              | 6 78         | 64 7 |   |  |
| 3 | Hy Lạp · Canada     | Michail Pervolarakis / Petros Tsitsipas Félix Auger-Aliassime / Denis Shapovalov | 2 6          | 3 6  |   |  |

#### Đức vs. Úc
| · Đức · 0 | Brisbane 03/01/2020 | Brisbane 03/01/2020                                       | · Úc · 3 |      |     |  |
| \| \| \| \| 1 \| 2 \| 3 \| \| \| - \| \| --------------------------------------------------------- \| --- \| ---- \| --- \| \| \| 1 \| \| Jan-Lennard Struff Nick Kyrgios \| 4 6 \| 64 7 \| \| \| \| 2 \| \| Alexander Zverev Alex de Minaur \| 6 4 \| 63 7 \| 2 6 \| \| \| 3 \| \| Kevin Krawietz / Andreas Mies Chris Guccione / John Peers \| 3 6 \| 4 6 \| \| \| |                     |                                                           |          |      |     |  |
| |                     |                                                           | 1        | 2    | 3   |  |
| 1 | Đức · Úc            | Jan-Lennard Struff Nick Kyrgios                           | 4 6      | 64 7 |     |  |
| 2 | Đức · Úc            | Alexander Zverev Alex de Minaur                           | 6 4      | 63 7 | 2 6 |  |
| 3 | Đức · Úc            | Kevin Krawietz / Andreas Mies Chris Guccione / John Peers | 3 6      | 4 6  |     |  |

#### Canada vs. Úc
| · Canada · 0 | Brisbane 05/01/2020 | Brisbane 05/01/2020                                                | · Úc · 3 |      |          |  |
| \| \| \| \| 1 \| 2 \| 3 \| \| \| - \| \| ------------------------------------------------------------------ \| ----- \| ---- \| -------- \| \| \| 1 \| \| Félix Auger-Aliassime John Millman \| 4 6 \| 2 6 \| \| \| \| 2 \| \| Denis Shapovalov Alex de Minaur \| 78 66 \| 4 6 \| 2 6 \| \| \| 3 \| \| Félix Auger-Aliassime / Adil Shamasdin Chris Guccione / John Peers \| 6 3 \| 63 7 \| [8] [10] \| \| |                     |                                                                    |          |      |          |  |
| |                     |                                                                    | 1        | 2    | 3        |  |
| 1 | Canada · Úc         | Félix Auger-Aliassime John Millman                                 | 4 6      | 2 6  |          |  |
| 2 | Canada · Úc         | Denis Shapovalov Alex de Minaur                                    | 78 66    | 4 6  | 2 6      |  |
| 3 | Canada · Úc         | Félix Auger-Aliassime / Adil Shamasdin Chris Guccione / John Peers | 6 3      | 63 7 | [8] [10] |  |

#### Đức vs. Hy Lạp
| · Đức · 2 | Brisbane 05/01/2020 | Brisbane 05/01/2020                                                     | · Hy Lạp · 1 |     |           |  |
| \| \| \| \| 1 \| 2 \| 3 \| \| \| - \| \| ----------------------------------------------------------------------- \| --- \| --- \| --------- \| \| \| 1 \| \| Jan-Lennard Struff Michail Pervolarakis \| 6 4 \| 6 1 \| \| \| \| 2 \| \| Alexander Zverev Stefanos Tsitsipas \| 1 6 \| 4 6 \| \| \| \| 3 \| \| Kevin Krawietz / Andreas Mies Michail Pervolarakis / Stefanos Tsitsipas \| 3 6 \| 6 3 \| [17] [15] \| \| |                     |                                                                         |              |     |           |  |
| |                     |                                                                         | 1            | 2   | 3         |  |
| 1 | Đức · Hy Lạp        | Jan-Lennard Struff Michail Pervolarakis                                 | 6 4          | 6 1 |           |  |
| 2 | Đức · Hy Lạp        | Alexander Zverev Stefanos Tsitsipas                                     | 1 6          | 4 6 |           |  |
| 3 | Đức · Hy Lạp        | Kevin Krawietz / Andreas Mies Michail Pervolarakis / Stefanos Tsitsipas | 3 6          | 6 3 | [17] [15] |  |

#### Đức vs. Canada
| · Đức · 1 | Brisbane 07/01/2020 | Brisbane 07/01/2020                                                    | · Canada · 2 |      |   |  |
| \| \| \| \| 1 \| 2 \| 3 \| \| \| - \| \| ---------------------------------------------------------------------- \| --- \| ---- \| - \| \| \| 1 \| \| Jan-Lennard Struff Félix Auger-Aliassime \| 6 1 \| 6 4 \| \| \| \| 2 \| \| Alexander Zverev Denis Shapovalov \| 2 6 \| 2 6 \| \| \| \| 3 \| \| Kevin Krawietz / Andreas Mies Félix Auger-Aliassime / Denis Shapovalov \| 3 6 \| 64 7 \| \| \| |                     |                                                                        |              |      |   |  |
| |                     |                                                                        | 1            | 2    | 3 |  |
| 1 | Đức · Canada        | Jan-Lennard Struff Félix Auger-Aliassime                               | 6 1          | 6 4  |   |  |
| 2 | Đức · Canada        | Alexander Zverev Denis Shapovalov                                      | 2 6          | 2 6  |   |  |
| 3 | Đức · Canada        | Kevin Krawietz / Andreas Mies Félix Auger-Aliassime / Denis Shapovalov | 3 6          | 64 7 |   |  |

#### Hy Lạp vs. Úc
| · Hy Lạp · 0 | Brisbane 07/01/2020 | Brisbane 07/01/2020                                               | · Úc · 3 |      |      |  |
| \| \| \| \| 1 \| 2 \| 3 \| \| \| - \| \| ----------------------------------------------------------------- \| ---- \| ---- \| ---- \| \| \| 1 \| \| Michail Pervolarakis John Millman \| 6 4 \| 1 6 \| 61 7 \| \| \| 2 \| \| Stefanos Tsitsipas Nick Kyrgios \| 67 9 \| 7 63 \| 65 7 \| \| \| 3 \| \| Markos Kalovelonis / Petros Tsitsipas Chris Guccione / John Peers \| 3 6 \| 4 6 \| \| \| |                     |                                                                   |          |      |      |  |
| |                     |                                                                   | 1        | 2    | 3    |  |
| 1 | Hy Lạp · Úc         | Michail Pervolarakis John Millman                                 | 6 4      | 1 6  | 61 7 |  |
| 2 | Hy Lạp · Úc         | Stefanos Tsitsipas Nick Kyrgios                                   | 67 9     | 7 63 | 65 7 |  |
| 3 | Hy Lạp · Úc         | Markos Kalovelonis / Petros Tsitsipas Chris Guccione / John Peers | 3 6      | 4 6  |      |  |

### Xếp hạng các đội nhì bảng
| Xếp hạng | Bảng | Đội      | Thắng – thua | Tỷ số các trận | Tỷ số các set | % thắng các set | Games   | % thắng các game |
| -------- | ---- | -------- | ------------ | -------------- | ------------- | --------------- | ------- | ---------------- |
| 1        | C    | Bỉ       | 2–1          | 6–3            | 12–10         | 54.5            | 103–97  | 51.5             |
| 2        | F    | Canada   | 2–1          | 5–4            | 12–8          | 60.0            | 99–87   | 53.2             |
| 3        | B    | Nhật Bản | 2–1          | 5–4            | 11–9          | 55.0            | 99–80   | 55.3             |
| 4        | D    | Ý        | 2–1          | 5–4            | 11–9          | 55.0            | 94–94   | 50.0             |
| 5        | A    | Nam Phi  | 2–1          | 5–4            | 12–10         | 54.5            | 102–101 | 50.3             |
| 6        | E    | Croatia  | 2–1          | 5–4            | 11–10         | 52.4            | 97–98   | 49.7             |

## Vòng loại trực tiếp
Các trận đấu diễn ra tại Nhà thi đấu Ken Rosewall ở Sydney.

### Sơ đồ
|  | Quarterfinals | Quarterfinals | Quarterfinals |        |   | Semifinals  | Semifinals | Semifinals |  |  | Final | Final | Final |  |
|  |               |               |               |        |   |             |            |            |  |  |       |       |       |  |
|  | 1             | Tây Ban Nha   | 2             |        |   |             |            |            |  |  |       |       |       |  |
|  | 1             | Tây Ban Nha   | 2             |        |   |             |            |            |  |  |       |       |       |  |
|  | 7             | Bỉ            | 1             |        |   |             |            |            |  |  |       |       |       |  |
|  | 7             | Bỉ            | 1             |        | 1 | Tây Ban Nha | 3          |            |  |  |       |       |       |  |
|  |               |               |               |        | 1 | Tây Ban Nha | 3          |            |  |  |       |       |       |  |
|  |               |               | 2             | Úc     | 0 |             |            |            |  |  |       |       |       |  |
|  | 2             | Úc            | 2             | Úc     | 0 | 2           |            |            |  |  |       |       |       |  |
|  | 2             | Úc            |               |        |   |             |            |            |  |  |       |       |       |  |
|  | 5             | Anh Quốc      | 1             |        |   |             |            |            |  |  |       |       |       |  |
|  | 5             | Anh Quốc      | 1             |        | 1 | Tây Ban Nha | 1          |            |  |  |       |       |       |  |
|  |               |               |               |        |   |             |            |            |  |  |       |       |       |  |
|  |               |               | 4             | Serbia | 2 |             |            |            |  |  |       |       |       |  |
|  | 3             | Nga           | 4             | Serbia | 2 | 3           |            |            |  |  |       |       |       |  |
|  | 3             | Nga           |               |        |   |             |            |            |  |  |       |       |       |  |
|  | 6             | Argentina     | 0             |        |   |             |            |            |  |  |       |       |       |  |
|  | 6             | Argentina     | 0             |        | 3 | Nga         | 0          |            |  |  |       |       |       |  |
|  |               |               |               |        | 3 | Nga         | 0          |            |  |  |       |       |       |  |
|  |               |               | 4             | Serbia | 3 |             |            |            |  |  |       |       |       |  |
|  | 4             | Serbia        | 4             | Serbia | 3 | 3           |            |            |  |  |       |       |       |  |
|  | 4             | Serbia        |               |        |   |             |            |            |  |  |       |       |       |  |
|  | 8             | Canada        | 0             |        |   |             |            |            |  |  |       |       |       |  |

### Tứ kết

#### Vương quốc Anh vs. Úc
| · Anh Quốc · 1 | Sydney 09/01/2020                            | Sydney 09/01/2020                                          | · Úc · 2 |     |           |  |
| \| \| \| \| 1 \| 2 \| 3 \| \| \| - \| \| ---------------------------------------------------------- \| ---- \| --- \| --------- \| \| \| 1 \| \| Cameron Norrie Nick Kyrgios \| 2 6 \| 2 6 \| \| \| \| 2 \| \| Dan Evans Alex de Minaur \| 7 64 \| 4 6 \| 7 62 \| \| \| 3 \| \| Jamie Murray / Joe Salisbury Alex de Minaur / Nick Kyrgios \| 6 3 \| 3 6 \| [16] [18] \| \| |                                              |                                                            |          |     |           |  |
| |                                              |                                                            | 1        | 2   | 3         |  |
| 1 | Vương quốc Liên hiệp Anh và Bắc Ireland · Úc | Cameron Norrie Nick Kyrgios                                | 2 6      | 2 6 |           |  |
| 2 | Vương quốc Liên hiệp Anh và Bắc Ireland · Úc | Dan Evans Alex de Minaur                                   | 7 64     | 4 6 | 7 62      |  |
| 3 | Vương quốc Liên hiệp Anh và Bắc Ireland · Úc | Jamie Murray / Joe Salisbury Alex de Minaur / Nick Kyrgios | 6 3      | 3 6 | [16] [18] |  |

#### Argentina vs. Nga
| · Argentina · 0 | Sydney 09/01/2020 | Sydney 09/01/2020                                                          | · Nga · 3 |      |     |  |
| \| \| \| \| 1 \| 2 \| 3 \| \| \| - \| \| -------------------------------------------------------------------------- \| ---- \| ---- \| --- \| \| \| 1 \| \| Guido Pella Karen Khachanov \| 2 6 \| 64 7 \| \| \| \| 2 \| \| Diego Schwartzman Daniil Medvedev \| 4 6 \| 6 4 \| 3 6 \| \| \| 3 \| \| Máximo González / Andrés Molteni Teymuraz Gabashvili / Konstantin Kravchuk \| 65 7 \| 4 6 \| \| \| |                   |                                                                            |           |      |     |  |
| |                   |                                                                            | 1         | 2    | 3   |  |
| 1 | Argentina · Nga   | Guido Pella Karen Khachanov                                                | 2 6       | 64 7 |     |  |
| 2 | Argentina · Nga   | Diego Schwartzman Daniil Medvedev                                          | 4 6       | 6 4  | 3 6 |  |
| 3 | Argentina · Nga   | Máximo González / Andrés Molteni Teymuraz Gabashvili / Konstantin Kravchuk | 65 7      | 4 6  |     |  |

#### Serbia vs. Canada
| · Serbia · 3 | Sydney 10/01/2020 | Sydney 10/01/2020                                             | · Canada · 0 |     |      |  |
| \| \| \| \| 1 \| 2 \| 3 \| \| \| - \| \| ------------------------------------------------------------- \| --- \| --- \| ---- \| \| \| 1 \| \| Dušan Lajović Félix Auger-Aliassime \| 6 4 \| 6 2 \| \| \| \| 2 \| \| Novak Djokovic Denis Shapovalov \| 4 6 \| 6 1 \| 7 64 \| \| \| 3 \| \| Nikola Ćaćić / Viktor Troicki Peter Polansky / Adil Shamasdin \| 6 3 \| 6 2 \| \| \| |                   |                                                               |              |     |      |  |
| |                   |                                                               | 1            | 2   | 3    |  |
| 1 | Serbia · Canada   | Dušan Lajović Félix Auger-Aliassime                           | 6 4          | 6 2 |      |  |
| 2 | Serbia · Canada   | Novak Djokovic Denis Shapovalov                               | 4 6          | 6 1 | 7 64 |  |
| 3 | Serbia · Canada   | Nikola Ćaćić / Viktor Troicki Peter Polansky / Adil Shamasdin | 6 3          | 6 2 |      |  |

#### Bỉ vs. Tây Ban Nha
| · Bỉ · 1 | Sydney 10/01/2020 | Sydney 10/01/2020                                               | · Tây Ban Nha · 2 |      |          |  |
| \| \| \| \| 1 \| 2 \| 3 \| \| \| - \| \| --------------------------------------------------------------- \| ----- \| ---- \| -------- \| \| \| 1 \| \| Kimmer Coppejans Roberto Bautista Agut \| 1 6 \| 4 6 \| \| \| \| 2 \| \| David Goffin Rafael Nadal \| 6 4 \| 7 63 \| \| \| \| 3 \| \| Sander Gillé / Joran Vliegen Pablo Carreño Busta / Rafael Nadal \| 79 67 \| 5 7 \| [7] [10] \| \| |                   |                                                                 |                   |      |          |  |
| |                   |                                                                 | 1                 | 2    | 3        |  |
| 1 | Bỉ · Tây Ban Nha  | Kimmer Coppejans Roberto Bautista Agut                          | 1 6               | 4 6  |          |  |
| 2 | Bỉ · Tây Ban Nha  | David Goffin Rafael Nadal                                       | 6 4               | 7 63 |          |  |
| 3 | Bỉ · Tây Ban Nha  | Sander Gillé / Joran Vliegen Pablo Carreño Busta / Rafael Nadal | 79 67             | 5 7  | [7] [10] |  |

### Bán kết

#### Serbia vs. Nga
| · Serbia · 3 | Sydney 11/01/2020 | Sydney 11/01/2020                                                       | · Nga · 0 |       |     |  |
| \| \| \| \| 1 \| 2 \| 3 \| \| \| - \| \| ----------------------------------------------------------------------- \| --- \| ----- \| --- \| \| \| 1 \| \| Dušan Lajović Karen Khachanov \| 7 5 \| 7 61 \| \| \| \| 2 \| \| Novak Djokovic Daniil Medvedev \| 6 1 \| 5 7 \| 6 4 \| \| \| 3 \| \| Nikola Ćaćić / Viktor Troicki Teymuraz Gabashvili / Konstantin Kravchuk \| 6 4 \| 79 67 \| \| \| |                   |                                                                         |           |       |     |  |
| |                   |                                                                         | 1         | 2     | 3   |  |
| 1 | Serbia · Nga      | Dušan Lajović Karen Khachanov                                           | 7 5       | 7 61  |     |  |
| 2 | Serbia · Nga      | Novak Djokovic Daniil Medvedev                                          | 6 1       | 5 7   | 6 4 |  |
| 3 | Serbia · Nga      | Nikola Ćaćić / Viktor Troicki Teymuraz Gabashvili / Konstantin Kravchuk | 6 4       | 79 67 |     |  |

#### Úc vs. Tây Ban Nha
| · Úc · 0 | Sydney 11/01/2020 | Sydney 11/01/2020                                                 | · Tây Ban Nha · 3 |       |          |  |
| \| \| \| \| 1 \| 2 \| 3 \| \| \| - \| \| ----------------------------------------------------------------- \| --- \| ----- \| -------- \| \| \| 1 \| \| Nick Kyrgios Roberto Bautista Agut \| 1 6 \| 4 6 \| \| \| \| 2 \| \| Alex de Minaur Rafael Nadal \| 6 4 \| 5 7 \| 1 6 \| \| \| 3 \| \| Chris Guccione / John Peers Pablo Carreño Busta / Feliciano López \| 2 6 \| 78 66 \| [4] [10] \| \| |                   |                                                                   |                   |       |          |  |
| |                   |                                                                   | 1                 | 2     | 3        |  |
| 1 | Úc · Tây Ban Nha  | Nick Kyrgios Roberto Bautista Agut                                | 1 6               | 4 6   |          |  |
| 2 | Úc · Tây Ban Nha  | Alex de Minaur Rafael Nadal                                       | 6 4               | 5 7   | 1 6      |  |
| 3 | Úc · Tây Ban Nha  | Chris Guccione / John Peers Pablo Carreño Busta / Feliciano López | 2 6               | 78 66 | [4] [10] |  |

### Chung kết

#### Serbia vs. Tây Ban Nha
| · Serbia · 2 | Sydney 12/01/2020    | Sydney 12/01/2020                                                     | · Tây Ban Nha · 1 |      |   |  |
| \| \| \| \| 1 \| 2 \| 3 \| \| \| - \| \| --------------------------------------------------------------------- \| --- \| ---- \| - \| \| \| 1 \| \| Dušan Lajović Roberto Bautista Agut \| 5 7 \| 1 6 \| \| \| \| 2 \| \| Novak Djokovic Rafael Nadal \| 6 2 \| 7 64 \| \| \| \| 3 \| \| Novak Djokovic / Viktor Troicki Pablo Carreño Busta / Feliciano López \| 6 3 \| 6 4 \| \| \| |                      |                                                                       |                   |      |   |  |
| |                      |                                                                       | 1                 | 2    | 3 |  |
| 1 | Serbia · Tây Ban Nha | Dušan Lajović Roberto Bautista Agut                                   | 5 7               | 1 6  |   |  |
| 2 | Serbia · Tây Ban Nha | Novak Djokovic Rafael Nadal                                           | 6 2               | 7 64 |   |  |
| 3 | Serbia · Tây Ban Nha | Novak Djokovic / Viktor Troicki Pablo Carreño Busta / Feliciano López | 6 3               | 6 4  |   |  |